# Paul-Frédéric Rollet
Paul-Frédéric Rollet (Auxerre, 2 dicembre 1875 – Parigi, 6 aprile 1941) è stato un generale francese.

## Biografia
Il generale Paul Frederic Rollet è considerato il riformatore della Legione straniera francese.
Nacque a Auxerre (Yonne) il 2 dicembre 1875, secondo di quattro figli. Entrò giovanissimo nell'École spéciale militaire de Saint-Cyr, uscendone ufficiale. Assegnato alla Legione straniera combatté in Madagascar. Durante la Grande Guerra ebbe il comando del 1º Reggimento di Marcia e nel 1917 si distinse a Verdun-Cumiers-Forges occupando le rive del fiume Oie. Terminata la guerra contribuì alla pacificazione del Marocco. Per sua volontà nel 1931 a Sidi Bel Abbes si costruì il celebre monumento dedicato ai morti della Legione.
Rollet in quegli anni progettò l'apertura del Centro per anziani di Auriol che diverrà attivo nel 1934. Istituì il Centro di riconversione per i legionari congedati che oggi si trova a Malmouche nei pressi di Marsiglia.
Per il suo costante impegno fu nominato ispettore della Legione straniera e il 28 giugno 1931 Grande Ufficiale della Legion d'onore, la massima onorificenza francese. Nel 1935 il generale Rollett, dopo quarantun'anni di servizio, terminava il suo servizio militare. Ritiratosi in Francia a Parigi, vi morì il 6 aprile del 1941. La sua salma fu inumata nel cimitero di Sidi Bel Abbes a suggellare il suo legame di sangue con la Legione.

## Scritti
- Prefazione di Je suis en Légionnaire di Jean Martin.